# Жукова Інна Іванівна
Інна Іванівна Жукова  (біл. Іна Іванаўна Жукава, 6 вересня 1986) — білоруська гімнастка, олімпійська медалістка. Заслужений майстер спорту Республіки Білорусь з художньої гімнастики.

## Біографія
Почала займатися художньою гімнастикою з чотирьох років. Спочатку тренувалася в Росії, але потім була запрошена виступати за збірну Білорусі. Тренувалася у Ірини Лепарської. У 2005 році стала бронзовим призером чемпіонату світу в Баку і чемпіонату Європи в Москві у вправах з м'ячем.

## Виступи на Олімпіадах
| Олімпіада  | Дисципліна | Місце  |
| ---------- | ---------- | ------ |
| Афіни 2004 | особисті   | 7      |
| Пекін 2008 | особисті   | Срібло |